# Назаров, Валерий Викторович
Валерий Викторович Назаров (25 февраля 1948, Электросталь, Московская область, СССР — 1990) — советский хоккеист, защитник, мастер спорта СССР международного класса.

## Биография
Валерий Назаров начинал играть в хоккей в Электростали — сначала, с 1963 года, за «Авангард», а затем, до 1970 года, за «Кристалл».
В 1970—1978 годах Валерий Назаров выступал за команду «Динамо» (Москва), забросив 17 шайб в 220 матчах чемпионата СССР. За это время в составе своей команды он три раза становился серебряным призёром и два раза — бронзовым призёром чемпионата СССР, в 1971 году был включён в список лучших хоккеистов сезона. В основном играл в паре с защитником Владимиром Орловым, иногда выходил на лёд в паре с Валерием Васильевым.
После ухода из «Динамо» Валерий Назаров несколько лет выступал за хоккейные команды первой и второй лиг: сначала опять за «Кристалл», затем, в 1979—1980 годах, за СК им. Урицкого (Казань), а в 1980—1983 годах — за «Торпедо» (Тольятти).
Скончался в 1990 году в возрасте 42 лет. Похоронен на кладбище «Тихая роща» в Электростали.

## Достижения
- Серебряный призёр чемпионата СССР — 1971, 1972, 1977[1].
- Бронзовый призёр чемпионата СССР — 1974, 1976[1].
- Обладатель Кубка СССР — 1972, 1976[2].
- Финалист Кубка СССР — 1974[2].
- Обладатель Кубка Ахерна — 1975, 1976[1].